# St. Lawrence, Wisconsin
St. Lawrence là một thị trấn thuộc quận Waupaca, tiểu bang Wisconsin, Hoa Kỳ. Năm 2010, dân số của thị trấn này là 705 người.